# Jasna strona księżyca
Jasna strona księżyca – trzeci studyjny album polskiego zespołu Czarno-Czarni. Płytę nagrano w studiu Zbigniewa Preisnera w Niepołomicach.
Na płycie zespół zaprezentował nieco ambitniejszą muzykę niż na pierwszych dwóch albumach, obok tanecznych rytmów są też utwory bardziej refleksyjne. Wydawnictwo promował singel z utworem „Ty i Ja, Ja i Ty”, który był największym przebojem na płycie. Znalazły się tu również covery: „Kasztany” Nataszy Zylskiej, "Nim wstanie dzień" Agnieszki Osieckiej i Krzysztofa Komedy oraz „Za darmo” – w oryginale „Hot Love” z repertuaru zespołu T. Rex. Tytuł płyty nawiązuje do albumu grupy Pink Floyd The Dark Side of the Moon.

## Lista utworów
1. „Gruba i inni” – 3:04
2. „Ty i ja, ja i ty” – 3:43
3. „On będzie twój” – 3:40
4. „Wesoły demon” – 3:16
5. „Nim wstanie dzień” – 4:41
6. „Tani płaszcz” – 4:09
7. „Ostatni dzień” – 4:00
8. „Za darmo” – 3:08
9. „W stolicy” – 3:04
10. „Las obok nas” – 2:47
11. „Z pamiętnika nastolatki” – 2:47
12. „Jan T.” – 3:43
13. „Ostatni dzień” – 6:44 (wersja instrumentalna)
14. „Kasztany” – 4:02

## Twórcy
- Jarosław Janiszewski „Doktor” - śpiew
- Jacek Jędrzejak „Dżej Dżej” – gitara basowa, śpiew
- Roman Lechowicz „Piękny Roman” – gitara, śpiew
- Jarosław Lis „Dżery” – perkusja śpiew
- Piotr Sztajdel „Gadak” – instrumenty klawiszowe

oraz
- Robert Dobrucki – saksofon
- Leszek „Czubek” Wojtas - realizacja